# 41 Comae Berenices
41 Comae Berenices là tên của một ngôi sao đơn lẻ có màu cam nằm ở vùng phía bắc của chòm sao Hậu Phát. Ta có thể nhìn thấy ngôi sao này bằng mắt thường do cấp sao biểu kiến của nó là 4,80. Do giá trị thị sai đo được là 9,8 mas, do vậy khoảng cách của nó đối với chúng ta là khoảng xấp xỉ 331 năm ánh sáng. Nó đang di chuyển đến gần trái đất với vận tốc hướng tâm là 17 km/s.
Tuổi của ngôi sao này là 4,5 tỉ tỉ năm và đã tiến hóa thành một ngôi sao khổng lồ loại K5-III. Hiện nó đang ở trong nhánh sao khổng lồ đỏ. Khối lượng của nó gấp 1,2 lần khối lượng mặt trời, sau khi tiêu thụ Hydro ở lõi, bán kính của nó gấp 34 lần bán kính mặt trời. Độ sáng của nó là khoảng gấp 323 lần độ sáng của mặt trời và nhiệt độ hiệu dụng của quang cầu của nó là 4211 Kelvin.
Vào năm 2017, một hành tinh tên là HD 113996 b được tìm thấy là quay quanh nó thông qua phương pháp vân tốc hướng tâm. Khối lượng của hành tinh này xấp xỉ khoảng 6.3 ± 1.0 khối lượng Sao Mộc. Trục lớn của nó có kích thước là 1.6 ± 0.1 đơn vị thiên văn. Chu kì quỹ đạo của nó là 610.2 ± 3.8 ngày và độ lệch tâm của nó là 0.28 ± 0.12.

## Dữ liệu hiện tại
Theo như quan sát, đây là ngôi sao nằm trong chòm sao Hậu Phát và dưới đây là một số dữ liệu khác:
Xích kinh 13h 07m 10.73003s
Độ nghiêng +27° 37′ 29.0585″
Cấp sao biểu kiến 4.80 ± 0.02
Cấp sao tuyệt đối −0.04
Giá trị thị sai 9.84 ± 0.22